# Uranothauma crawshayi
Uranothauma crawshayi is een vlinder uit de familie van de Lycaenidae. De wetenschappelijke naam van de soort is voor het eerst gepubliceerd in 1895 door Arthur Gardiner Butler.

## Verspreiding
De soort komt voor in bergachtige gebieden in het zuiden van Tanzania, Malawi en het oosten van Zambia.

## Waardplanten
De rups leeft op Itea rhamnoides (Iteaceae = Escalloniaceae).